# André Damseaux
André Raphael Jean-Marie Maurice Antoine Damseaux (Verviers, 5 maart 1937 - Jalhay, 29 maart 2007) was een Belgisch journalist en liberaal politicus voor de PRL en haar voorlopers.

## Biografie
Aan de Universiteit van Luik behaalde André Damseaux in 1964 een licentiaat in de diplomatieke en politieke wetenschappen. Hij begon zijn beroepsleven als journalist bij de krant La Meuse en nam daarna het textielbedrijf van zijn vader over, dat hij uitbaatte van 1965 tot 1971.
Via zijn lidmaatschap van de Franstalige Liberale Studenten en het voorzitterschap van de Liberale Jonge Wachten klom Damseaux geleidelijk op in de liberale politieke rangen. In 1964 werd hij verkozen tot gemeenteraadslid van Verviers, een politieke functie die hij meer dan drie decennia zou vervullen, tot in 1999. In november 1971 werd Damseaux voor het arrondissement Verviers verkozen in de Kamer van volksvertegenwoordigers, waar hij tot in 1995 bleef zetelen. Door de toen bestaande dubbelmandaten zetelde hij in deze periode eveneens in de Cultuurraad voor de Franse Cultuurgemeenschap (1971-1980), de voorlopige Waalse Gewestraad (1974-1977), de Waalse Gewestraad en de Raad van de Franse Gemeenschap (1980-1995).
Vanaf maart 1973 was Damseaux fractievoorzitter van de PLPW in de Cultuurraad voor de Franse Gemeenschap, hetgeen hij bleef tot in 1974. Enkele maanden later, in december 1973, werd hij verkozen tot voorzitter van deze PLPW, die sinds 1971 gescheiden was van haar Vlaamse evenknie - de PVV. In deze functie voerde hij een resoluut Waals-regionalistische koers en stelde hij de partij open voor de rechtervleugel van het Rassemblement wallon, waarmee de PLPW begin 1977 samensmolt tot de PRLW. Damseaux bleef voorzitter van de partij tot in juni 1979, die kort voordien was omgedoopt tot PRL. Daarna zetelde hij van 1979 tot 1984 in het Europees Parlement.
Van 1981 tot 1985 was Damseaux minister in de eerste Waalse regering, belast met Buitenlandse Betrekkingen en toezicht op de gemeenten. In januari 1982 werd hij ook de minister-president hiervan, maar moest dit ambt nog hetzelfde jaar overdragen aan Jean-Maurice Dehousse. Eind 1985 werd Damseaux de Franstalige minister van Nationale Opvoeding in de regering-Martens VI. In deze functie werden hem via het Pinksterspaarplan grondige saneringen opgelegd, die op zware tegenstand stuitten in het Franstalig onderwijs. Nadat bleek dat deze saneringen slechts ten dele waren uitgevoerd, werd de positie van Damseaux als minister onhoudbaar en nam hij in maart 1987 ontslag.
In 1989 werd hij burgemeester van Verviers en bleef dit tot in 1994, toen de PRL er in de oppositie belandde. Vijf jaar later verhuisde Damseaux naar Jalhay, waar hij een gooi deed naar het burgemeesterschap. Dit mislukte echter, waardoor hij van 2001 tot aan zijn overlijden in 2007 als gemeenteraadslid in de oppositie zetelde.
Bij de eerste rechtstreekse Waalse verkiezingen in 1995 werd hem de eerste opvolgersplaats op de PRL-lijst in het arrondissement Verviers toegewezen. Hij deed vervolgens een beroep op een lacune in recent aangenomen wetgeving om een zetel in het Parlement van de Franse Gemeenschap op te eisen, vanwege de eedaflegging in het Duits van Fred Evers, die bovendien volksvertegenwoordiger in het Parlement van de Duitstalige Gemeenschap was. De situatie veroorzaakte heftig debat en leidde uiteindelijk tot het aannemen van duidelijke wetgeving, waarmee Damseaux in april 1996 het eerste Franstalige parlementslid werd dat exclusief lid van het Parlement van de Franse Gemeenschap werd. In 1999 werd Damseaux rechtstreeks verkozen in het Waals Parlement en het Parlement van de Franse Gemeenschap. Van 1999 tot 2000 was hij eerste ondervoorzitter van het Parlement van de Franse Gemeenschap en vervolgens van 2000 tot 2004 ondervoorzitter van het Waals Parlement. In juni 2004 stelde Damseaux zich geen kandidaat meer voor een nieuwe termijn als parlementslid, waarmee een einde kwam aan zijn meer dan dertig jaar durende parlementaire carrière.
Hij was voorzitter van het Rijksinstituut voor de Sociale Verzekeringen der Zelfstandigen tot Jean-Marie Séverin hem in 2004 in deze functie opvolgde.
André Damseaux overleed op 70-jarige leeftijd aan een herseninfarct waar hij een week voor zijn heengaan door was getroffen.